# ストII爆笑!!4コマギャグ外伝
『ストII爆笑!! 4コマギャグ外伝』（ストツーばくしょうよんコマギャグがいでん）は、橋口隆志による日本の4コマ漫画作品。カプコンが開発したゲーム『ストリートファイターII』を原作にした作品で、『月刊コロコロコミック』（小学館）にて1993年3月号から1996年4月号まで、『別冊コロコロコミック』（同）にて1992年10月号から1996年2月号にかけて連載された。単行本は全7巻。橋口にとっての初単行本化作品でもある。

## 概要
『ストリートファイターII』の大ヒットに伴い『月刊コロコロコミック』にて連載が開始された。コミックスは7巻まで発売され、縦長のページに1つの4コマが載せられるというレイアウトになっている。
コミックス1巻 - 2巻までは『ストリートファイターII』から『ダッシュターボ』までの12人のキャラクターが登場し、コミックス3巻では『スーパーストリートファイターII』で新たに加えられた4人が初登場、さらにコミックス5巻では『スーパーストリートファイターII X』で初登場した豪鬼が加えられた。
当初はゲームの内容のパロディなどあくまでゲームに即したギャグが多く繰り広げられたが、次第に日常的なネタが多くなっていった。作品中に『スーパーストリートファイターII X』で加わったシステム「スーパーコンボ」は登場しない。また、後期には格闘シーンもほとんど登場しなくなった。
人気に伴って、当初は『月刊コロコロコミック』においてカラーページで連載されることも多かったが、『ストリートファイターII』のゲーム自体の人気が衰えてくると次第に本作品の人気も衰え始め、コミックス4巻以降ではカラーページは姿を消した。
連載当時、欄外下部のスペース(現在は「コロコロ場外応援団」として読者の応援メッセージが掲載されている)にはコロコロコミックのロゴとともに「○○(作品名)読むなら」など全作品共通の文言が掲載されていたが、1996年1月号までは本作のみオチへのツッコミなど4コマの内容に即したものとなっていた。
なお、同時期に小学館の学年別学習雑誌においてこいしさとしが『ストII爆笑4コマギャグバトル』（ストII爆笑ギャグバトル）という同系統の作品を連載していたが本作とは関係ない。

## 登場キャラクター
リュウ
真の格闘家を目指して戦い続けるストリートファイター。大食漢として有名であり、数々の飲食店で出入り禁止にされていたり、人々が恐れるピラニアやサメなどを平然と食べる。ブランカステージにおいては毎度のようにブランカが釣り上げたピラルクを力ずくで奪うほか、フェイロンステージの鳥（後に当ステージ内の全ての動物が食べ尽くされる）やバイソンステージのラウンド終了後にビキニギャルが帽子から出す鳥を食べるなど、彼の大食いの被害に遭ったキャラクターは多い。挙句の果てには残飯を漁ったり、河豚の大量中毒者が出た店でただ一人猛毒に侵されないなど、鋼鉄の胃袋の持ち主である。しかし、痩せる石鹸に含まれている海藻を食べた際には腹を壊して激痩せした。また、春麗から人形焼を食べたことを聞かされると、日本人形などの本物の人形を焼いて半信半疑に食べようとするなど、奇行に走っている。プライベートにおいても着用している白い道着は5年間洗濯していないらしく、悪臭が酷く裏は真っ黒であり、帯も実際は白帯だが黒帯（有段者）に見えるほど汚れている。最後は「俺より強い奴に会いに行く」ための旅に出るが、実際はただ「自分より食う奴に会いに行く」だけの旅だった。
ケン
リュウの正真正銘のライバル。恋人（イライザ）がいるのでリュウや春麗たちに妬まれており、クルーザーで2人でデートしていたところを台無しにされた。赤い道着を着ているため、はちまきを忘れたリュウ、帽子を忘れたベガ、パンツを忘れたザンギエフにこっそり道着を切り取られた。ブランカをしばしば動物扱いしては怒らせるが、やがて彼を飼い慣らしてしまう。ストリートファイトを卒業しイライザと結婚する決意をするが、結婚費用を稼ぐためにストリートファイトからいつまでも抜け出せないでいる。
春麗
インターポールの麻薬捜査官で、初期の紅一点。何かと突っ込み役として関わることが多い。後に登場したキャミィを「小娘」呼ばわりするなど敵対心を持っているが、仲の良い場面もある。バルログ邸の喋る鏡が「世界で一番美しいのは白雪姫」と応えた際には、鏡を叩き割った。「普通の女の子に戻りたい」が口癖だが、その血気盛んで怒りっぽい性格や腕輪を外し忘れたりするために戻れないでいる。結局普通の女の子に戻るには何をやったらいいのかすら分からず、最後まで戻ることはできなかった。
エドモンド本田
相撲の素晴らしさを世界に広めるために旅に出た相撲取り。太っていることがしばしばギャグのネタに使用される。体重はUFOが彼を吸い上げることができなかったほど重く、駅のホームでは白線より下がっていても腹が電車の車体に当たるほどである。この手の漫画で定番の「春麗にさば折り」シーンもあるが、美形のバルログに惚れているオカマのような描写もなされた。自ステージが銭湯であるため、相手のファイターにしばしば施設を破壊され、その都度修理代を請求していた。キャミィに知らぬ間に肉体改造されてしまい、百裂張り手を千裂張り手に改造されたことも。ストリートファイトを終えた後は、親方になって部屋を構える決意をする。
ブランカ
ジャングルに墜落した飛行機乗客の生き残りで、怪物じみた外見を持つ。趣味は釣りでピラニアとピラルクを好むが、釣った魚はいつも全部リュウに奪われてしまう。初期の頃は「ウォッウォッ」などとしか発言できなかったが、次第にまともに言葉を話すようになる（語尾に「ウオ」がつく）。外見が動物的であるため、ケンにしばしば動物扱いされたり（やがて飼い慣らされた）、本当に動物と間違えられて捕獲され、連れ去られたこともあった。ザンギエフとは色々な意味で仲良しである。母親と再会してからは、共に故郷へと帰っていった。
ザンギエフ
旧ソ連の怪力プロレスラー。全身を走る傷跡と胸毛がチャームポイントと自称しており、自身の肉体美に惚れ込んでいる（これに対してバルログは「美しくない…」と評した）。戦闘用のペットとして「波動犬」と「昇龍犬」を飼っている。バイソンが入り浸っている酒屋のマスター、ダルシムの息子ダッタが呼び出したランプの精、ブランカに嘘を吹き込む警官など、様々な役でも登場する。自身を模した巨大ロボット「ザギンガーZ」も登場した。やがて自分の身体に傷をつけた一人一人（誰にどういうシチュエーションで傷つけられたかを身体に全てメモ書きしている）にお礼参りをする旅に出る決意をする。
ガイル
親友の仇であるベガを追うアメリカ軍人。生真面目な性格で、時間にルーズな対戦相手にいつもイライラしている。妻と娘がおり、当初はガイルが何か行動するたびに「着ガイル」「寝ガイル」「若ガイル」などとこじつけられるので悩まされていた。髪は硬くヘルメットが乗るほどである。自身の放ったソニックブームで散髪する通称「ソニ散」が得意だが、リュウに邪魔をされて失敗したこともある。春麗ステージでは床屋を経営しており、前述のソニ散を用いて客の髪を刈っている。やがて自身のストリートファイトに限界を感じ、自分を迎えてくれる家族の元へと戻る（その際にも「俺には家族がいる」→「家族ガイル」と3人でギャグにしていた）。
ダルシム
インドのヨガの達人。火を噴いたり、手足が伸びたり、宙に浮いたりする特異なキャラクター性から、様々なギャグのネタに使われた。「スーパーダルシム」「スナイパーダルシム13（サーティーン）」「バットダル」シリーズなどはその代表的な例である。あまりにもこれらのネタが多用されるため、登場回数は主人公であるリュウを凌いでいる。同誌に掲載されていた読者コーナー『コロコロCF』での漫画家に対する質問で、作者自身も一番お気に入りのキャラクターであると答えていた。妻と息子がおり、2人から自身のヨガをくだらないこと（家の柱や熱気球、風呂沸かしなど）に利用されるので悩まされていた。ポチという名のゾウを飼っている。リュウと同じく「俺より強い奴に会いに行く」旅に出る決意をするが、実際はただの「俺より伸びる奴に会いに行く」旅だった。
バイソン
スラム街出身の元ボクサーで、現在はカジノの用心棒。飛び道具や炎の技がない地味なファイターであることに悩んでおり、その点をギャグのネタに使われることもしばしばあった。いかつい顔とがさつな性格のためか女にもてず、過去に失恋も多く経験しており、自身とは対照的に美形でもてるバルログを羨んでいる。魚が大の苦手で、ピラルクやピラニアがウヨウヨいるブランカステージを酷く嫌っている。両腕に常にグローブを装着しているので、ジャンケンで負けたりスイッチをまともに押せないなど日常生活において様々な不自由を余儀なくされる。ザンギエフの経営するバーにいつも入り浸っている。
ゲームの設定では他の四天王と仲が悪いが、本作ではそのような描写はない。
バルログ
スペインの没落貴族の家系出身で、美しいものを好む究極のナルシスト。いつも女性たちに囲まれており、バレンタインデーには500個ものチョコレートを貰うほどもてるのでバイソンやブランカたちに羨まれている。童話『シンデレラ』や『眠れる森の美女』のパロディなどで王子役を務めることが多いが、姫役が春麗ではなくなぜかいつもブランカという女運の悪さを持つ。母親が金持ちであるという理由でベガに誘拐される。初期はバイソンと並んで目立たない存在だったが、後期においてはシャドルーの頭脳として重要な役割を担うようになり、登場回数が増えた。末期には四天王の中でも一番目立っており、仮面もほとんどつけていない。
ゲームの設定では同じ四天王のバイソンをがさつで野蛮な性格から嫌っているが、本作では仲のよい場面も見られる。
サガット
ムエタイを極めた格闘界の闇の帝王。身長2メートルを超える大男で、建物の天井をも突き抜けてしまうほどであった。サンダー・ホークと共にしばしば長身であることをネタにされる。一度だけホークよりも大きく描かれたこともある。またタイガーアッパーカットの威力は凄まじいものがあるが、あまりに飛びすぎてしまうため対戦相手を残したまま上空へ登って夜まで降りてこなかったり、本田ステージの銭湯の天井を壊して突き抜けてしまうなど、周りからは迷惑がられている技であった。『スパII』以降のゲームと異なり、黒目が描かれている。
本作ではベガを心から敬愛している。一度だけ謀反を企てようとした時もすぐに「お茶目なベガ様は憎めない」と改心した。
ベガ
秘密結社「シャドルー」の支配者。世界征服の資金稼ぎのため日々アルバイトに明け暮れており、その職種はホテルマン、氷割り、掃除、屋台など多岐に渡る。バルログと共にいつも世界征服の秘密計画を企てているが、そのほとんどが子供でも思いつくようなくだらない計画であったり、リュウなどのファイターたちに邪魔されて失敗に終わっている。連載が進むにつれてシャドルーは次第に情けない描写が目立つようになり、組織の全財産・全食料が乾パンたった一袋という有様だった。豪鬼に敗れてからは「ゴウキ」もしくはそれに似た言葉（「ホウキ」など）にトラウマを持ってしまう。あまりの貧窮のためにバルログ家が金持ちであったことに目をつけ、バルログを誘拐したこともある。悪事の内容も無言電話・ピンポンダッシュといった程度であり、資金集めに『クイズ悪魔のささやき』に出演しても観客から「頭のおかしいオジサン」呼ばわりされるなど、ゲームで感じさせるような恐ろしさとは似ても似つかないお茶目なキャラクターとして描かれている。
先述のように、本作中のシャドルー四天王は仲の良い集団として描かれることが多い。
キャミィ
英国情報部の特殊工作部隊に所属する少女で、コミックス第3巻で初登場。3年以上前の記憶がないため、都合が悪くなるとすぐ記憶喪失のフリをする。春麗を「オバン」呼ばわりするほど不仲であるが仲の良い時もある。シャドルー打倒のため、本田、サンダー・ホーク、ディージェイなど他のファイターを本人も知らぬうちに肉体改造するようになる。バルログ邸の喋る鏡の主観では春麗よりも美人らしい。
サンダー・ホーク
シャドルーによって故郷を追われたインディアンの戦士。コミックス第3巻で初登場。サガット以上の長身を誇り、本田ステージにてコンドルダイブを出そうとジャンプした際はサガットと同じく天井を突き破って破壊してしまった。「自然が自分に技を教えてくれる」と自負しており、そこらの木や石ころなどに話しかけて技を教えてもらっている（その光景を見たケンは、自分はこんな奴に負けたのかと号泣した）。リュウとの忍者シリーズでは身長が大きすぎて毎回敵に見つかっていた。キャミィによって、組んだ両腕から光線が発射されるように肉体改造されてしまう。
ディージェイ
プロミュージシャンであり、キックボクサーとしても一流の男。コミックス第3巻で初登場。楽器（主にマラカス）をひたすら鳴らすのが好きだが、周りのキャラクターが嫌がっており、あまり上手くはない模様。同時に歌うのも好きだが、豪鬼は彼の歌をヘタクソと評した。チャームポイントは巨大な歯であり、歯磨きの際には一回で歯磨き粉（通常より大きいチューブ）を1本使う上に、歯ブラシではなくデッキブラシで磨く。歯そのものも相当頑丈であり、歯医者の治療の際には、リュウの策略でタービンの代わりにダルシムのドリルキックが使われた際、逆にダルシムの足の爪を全て剥がしてしまった。キャミィに知らぬ間に肉体改造されてしまい、マシンガンアッパーを繰り出す際に腕が本物のマシンガンに変化するようになった。
フェイロン
香港のカンフーアクションで大人気のスター。トイレのドアを烈火拳でノックするなど、色々な意味で「熱血漢」であり「熱い」男。コミックス第3巻で初登場の頃は手当たり次第にファイターたちに挑戦を挑むが、波動拳などの飛び道具にギャップを受け、リュウたちから「この世界浅い!」と揶揄される。当初は語尾が「〜ね!」などで統一されていたが、次第に「〜あるね!」に変わっていった。勝利時などに見せる身震いは、乗っているジェット旅客機を異常振動させるほどである。
豪鬼
「拳を極めし者」を自称し、ベガを一瞬で倒した究極の達人。リュウもまったく歯が立たないほどの圧倒的な強さを誇る一方で、「信ゴーキ（真・豪鬼ではない）」「ゴーキげんよう!」などの寒いギャグが得意。勝利時には背中に「天」の文字を出せるほか（本人いわく「あぶり出し」）、同じ「てん」でも相手の戦いぶりやカラオケの上手さを表す、いわゆる「点」も出せる。ゲーム中で固有のステージがなかったことがネタにされ、ホームレスという設定になっていて、公園でダンボールに入って寝泊りしている。以降はもっぱら家がないことをギャグに使われることがほとんどであった。またゲームよりも口数がかなり多くなっている。
浪人生コンビ
本作オリジナルキャラクターの男性2人。本名は不明。毎回レギュラーキャラクターたちの様々な行動に巻き込まれて酷い目に逢うという役回り。ドライブで車を運転していた際は、道路を歩いていたファイターたちに衝突し、車が真っ二つに裂けてしまう（ファイターたちは平然と歩き続けていた）。
女子大生コンビ
浪人生コンビと入れ替わるような形で登場した女性2人。本名は不明で、役回りも同じようなもの。浪人生コンビほど酷い目には遭っていないが、レンタカーと称したケンの地獄車を受けたこともある。